# 量的形質遺伝子座
量的形質遺伝子座（りょうてきけいしついでんしざ、英：Quantitative trait locus、QTLと略す：量的形質座位ともいう）とは、量的形質がどのように生物に表現されるかに影響を与える染色体上のDNA領域のことである。そのDNA領域は、シス因子であることもあり、必ずしもRNAに転写される遺伝子とは限らない。
一般にはQTLの作用力は個々のQTLごとに異なる。形質の表現型は、関与するQTLの相加効果、優性効果、遺伝子座間の相互効果（エピスタシス）などの遺伝効果および環境効果の合計として観察される。
QTLは形質に関連する遺伝子（英：Quantitative Trait Gene、QTG）の候補を見出す手段としても有用である。同定したQTLの配列決定を行い、すでに明らかになっている遺伝子あるいはゲノムの配列データベースと比較する。このようにして形質と直接的に関連している遺伝子があればそれを明らかにすることができる。
QTLに関する情報を得るには、すでに知られている標識遺伝子(マーカー)とQTLの連鎖およびQTLの作用力を調べる方法(連鎖解析)が取られる。具体的には遺伝子型が異なる個体からなる集団について調査を行い、標識遺伝子の遺伝子型と形質の表現型の関連を統計学的に解析する。この連鎖分析によってQTLの情報を得る過程を、既存の遺伝子地図にQTL情報を加えることから、マッピング（mapping）とも言う。
最近発展してきた方法では、QTL解析と遺伝子発現プロファイリング（DNAマイクロアレイを用いて発現パターンを調べる方法）が組み合わせて用いられている。このような発現QTL（e-QTL）を用いると、疾病など形質に関連する遺伝子そのものの他、その発現に影響する調節因子（遺伝子近傍にある調節配列などのシス因子、および遺伝子に結合する転写因子の遺伝子などのトランス因子）を明らかにすることが可能である。